# 존 제임스 리카드 매클라우드
존 제임스 리카드 매클라우드(John James Rickard Macleod, FRS, 1876년 9월 6일~1935년 3월 16일)는 영국의 생리학자이다. 스코틀랜드 출생으로, 1898년에 애버딘 대학에서 의학 학위를 취득했고 그 후 독일에 있는 라이프치히 대학에서 1년간 일했다. 이후 영국으로 돌아가 런던 병원 의대(London Hospital Medical School)에서 약 3년간 생리학 조수, 1년간 생화학 강사로 있었다. 1903년에 그는 미국으로 건너가 오하이오주의 케이스웨스턴리저브 대학교에서 생리학 교수로 있다가, 캐나다의 토론토 대학을 거쳐 스코틀랜드로 돌아와 모교인 애버딘 대학의 교수를 지냈다. 토론토 대학에 있었을 당시 프레더릭 그랜트 밴팅, 찰스 베스트와 함께 당뇨병의 연구를 하여 글리코겐이 포도당이 되는 것을 억제하는 인슐린이란 호르몬을 발견, 1923년 밴팅과 함께 노벨 생리학·의학상을 받았다.